# Sandvík
Sandvík is een dorp dat behoort tot de gemeente Hvalbiar kommuna in het noorden van het eiland Suðuroy op de Faeröer. De naam Sandvík betekent Zandbaai in het Faeröers. Sandvík heeft 113 inwoners. De postcode is FO 860. Het dorp is verbonden met de rest van het eiland via een 1,5 kilometer lange tunnel. In het centrum van Sandvík is er een klein museum dat gevestigd is in een traditioneel Faeröers huis uit 1860.

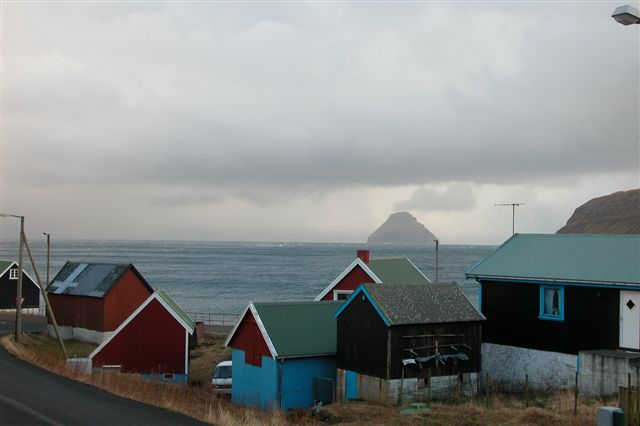
Sandvík met Lítla Dímun op de achtergrond